# Tipperary
Tipperary (prononcé en anglais : /ˌtɪpəˈɹɛəɹi/, en irlandais : Tiobraid Árann) est une ville située au sud ouest du comté de Tipperary en Irlande. En 2016, la ville comptait 4 979 habitants.

## Histoire
La ville est fondée au Moyen Âge. Elle prend de l'importance sous le règne de Jean sans Terre.
La ville fut utilisée par l'armée anglaise, qui y construit de grands baraquements cinquante ans avant l'indépendance de la république d'Irlande en 1922. Pendant la Première Guerre mondiale, Tipperary abrite un hôpital militaire.
En irlandais, "Tiobraid Árann" signifie « La Source de l’Ara », en référence à la rivière Ara qui traverse la ville. Cette source se trouve dans le townland de Glenbane, dans la paroisse de Lattin et Cullen, où la rivière prend sa source. Les vestiges médiévaux de Tipperary ont largement disparu, souvent réutilisés dans de nouvelles constructions. La ville s'est développée au XIIIe siècle et se caractérise par des rues larges convergeant vers la rue principale (Main Street).
Deux monuments historiques marquent cette rue principale : une statue en bronze du poète et patriote Charles Kickham et le monument de la « Maid of Erin », érigé en 1907 en mémoire des Manchester Martyrs (Allen, Larkin et O’Brien). Ce dernier, sculpté en calcaire, représente une figure féminine personnifiant l’Irlande, avec les portraits des trois patriotes exécutés.
Entre 1874 et 1878, une importante caserne de l’armée britannique fut construite à Tipperary, servant de centre d’entraînement pendant la Première Guerre mondiale. Durant la guerre d'indépendance irlandaise, la caserne devint une base pour les Black and Tans. L'une des premières actions de cette guerre, l'embuscade de Soloheadbeg, eut lieu non loin de là en janvier 1919. En 2005, l’arche commémorative de l’ancienne caserne, rénovée par le Tipperary Remembrance Trust, a été inaugurée en hommage aux soldats irlandais, britanniques, américains et australiens tombés au combat.

### New Tipperary
En 1888-89, les locataires de Lord Arthur Smith-Barry refusèrent de payer leurs loyers pour soutenir ses tenanciers de Cork. Expulsés, ils fondèrent une nouvelle ville sur des terres échappant à son contrôle, aujourd’hui identifiée aux rues Dillon Street et Emmet Street. Ces constructions furent financées grâce à des fonds provenant d'Australie et des États-Unis. En 1890, une arcade commerciale fut inaugurée, mais un compromis finit par ramener les locataires à « l’ancien Tipperary ».

## Transport

### Réseau routier
La ville est située sur la route nationale N24 reliant Limerick à Waterford.

### Gare ferroviaire
La gare de Tipperary, inaugurée en 1848, dessert la ligne Limerick-Waterford avec deux trajets quotidiens dans chaque direction. La gare est également reliée à Limerick Junction, permettant des correspondances vers Cork, Dublin, Galway et Ennis. Aucun service n'est assuré le dimanche.

## Équipements
Tipperary abrite l'hippodrome de Tipperary situé à Limerick Junction. La ville, bien que parfois considérée à tort comme le chef-lieu du comté (cette distinction revient à Clonmel), reste un centre agricole important et dispose d'industries laitières significatives.

## Prix International de la Paix de Tipperary
Le Tipperary International Peace Award a été créé pour promouvoir la paix, en opposition à l'association de Tipperary avec les conflits due à la chanson It's a Long Way to Tipperary. Depuis 1984, il récompense des personnalités engagées dans des causes humanitaires. Parmi les lauréats figurent Nelson Mandela, Malala Yousafzai, Bill Clinton et Ban Ki-moon.

## Jumelage
Parthenay (France) depuis 1994

## Personnalités liées à la ville
- George William Lloyd (1789-1865), officier et explorateur, né à Tipperary ;
- Fred William Allen (1848-1867), patriote, y est né.
- Michael Courtney (1945-2003), archevêque irlandais nonce apostolique au Burundi.
- Peter Campbell, fondateur de la marine uruguayenne.
- Laurence Sterne, auteur du roman Tristram Shandy.
- George Thomas, aventurier irlandais connu comme le « Raja de Tipperary » en Inde.
- Mick Kinane, jockey de renom.
- Shane Long, footballeur international irlandais.